# Nadzorni sistem
Nadzorni sistem je sistem za nadziranje, krmiljenje in analiziranje tehnoloških ali drugih procesov z računalnikom. Sistemi v mestih predstavljajo jedro zbiranja podatkov, kjer se analizirajo za planiranje izboljšav.  Nadzorne sisteme večjega števila procesov imenujemo CNS (centralni nadzorni sistem). V mestnih CNS-jih se nadzirajo in krmilijo sistemi, kot so prometni sistem, energetski sistem, vodovodni sistem, varnostni sistem, sistem javne razsvetljave in ostali informacijski sistemi. V nadzornih sobah skrbijo za nemoteno delovanje sistemov in s tem dvigujejo kvaliteto življenja v mestih. Za nadzor nad nezaželenimi dogodki so nujno potrebni podatki v realnem času, zato je potrebna zanesljiva programska in strojna oprema.
Nadzorni sistem deluje na osnovi strojne in programske opreme. Strojna oprema nadzornega sistema je v osnovi sestavljena iz senzorjev, programabilnega logičnega krmilnika, mrežne kartice za prenos podatkov, računalnika, na katerem deluje programska oprema (strežnik), in naprave za dostop do grafičnega ali analognega prikaza podatkov. Programabilni logični krmilniki in senzorji so nameščeni na različnih lokacijah, kateri preko mreže komunicira s centralno enoto.